# Capitán Britania
Este artículo es sobre Brian Braddock. Para el súper héroe conocido desde octubre de 1976 como Capitán Britania, desarrollado por Marvel Comics véase Corazón de León (cómic).
El Capitán Britania (Brian Braddock) es un personaje británico que aparece en los cómics publicados por Marvel Comics, asociado con Excalibur. El nombre de Capitán Britania, usado por Brian Braddock, apareció por primera vez en Captain Britain Weekly # 1 (octubre de 1976), al comienzo de una serie recordada por el escritor Chris Claremont, el artista Alan Davis y el escritor Alan Moore. En la actualidad, el título del Capitán Britania lo lleva la hermana gemela de Braddock llamada Betsy Braddock, mientras que Brian adoptó luego el nombre del Capitán Avalón.
El personaje fue inicialmente destinado para el mercado de cómics británico. Dotado de poderes extraordinarios por el legendario mago Merlín y su hija Roma, el Capitán Britania está asignado a ser el campeón de las Islas británicas y sus gentes, así como el defensor de la Tierra-616 como miembro del Captain Britain Corps, que se extiende por múltiples universos.

## Biografía ficticia

### Origen
Brian Braddock nació y creció en la pequeña ciudad de Maldon, Essex, Reino Unido. Es hijo del Dr. James Braddock, quien alguna vez fue habitante del «Otro Mundo» y de su esposa Elizabeth. Brian era un joven tímido y estudioso, que tenía una vida relativamente tranquila, pasando mucho tiempo con sus padres, su hermano mayor, James, y su hermana gemela, Elizabeth. Después de la muerte de sus padres —Sir James y Lady Elizabeth—, en lo que parecía ser un accidente de laboratorio, Brian obtuvo una beca para el centro Darkmoor de investigación nuclear. Cuando los laboratorios fueron atacados por el criminal tecnológico Joshua Stragg Josué —alias "El Reaver" o ladrón—, Brian intentó encontrar ayuda escapando en su motocicleta. A pesar de que su moto se estrelló en un accidente casi fatal, el mago Merlín y su hija, la Guardiana Omniversal Roma, se aparecen ante el malherido Brian y le dan la oportunidad de convertirse en el superhéroe Capitán Britania. La dan a escoger entre el «Amuleto del Bien» o «La Espada de Poder». Considerando que no es un guerrero y no es apto para tal desafío, Brian rechaza la Espada y elige el amuleto. Esta elección lo transformó en el Capitán Britania.
Más tarde se reveló que Braddock es apenas uno de los miembros de un cuerpo interdimensional mucho más grande de protectores místicos. Todas las tierras en el Multiverso de Marvel Comics tienen su propio Capitán Britania, de quien se espera defienda su propia versión de Gran Bretaña y apoye sus leyes locales. Se les llama colectivamente Captain Britain Corps. (Cuerpo de Capitanes Britania). Brian Braddock es el Capitán Britania de la «Tierra-616» del Universo Marvel. Posteriormente, la historia cambió para hacer que el padre de Brian, Sir James Braddock, fuera él mismo del «Otro Mundo» y un miembro de unos Corps previos, enviado a la Tierra-616 por Merlín para que escogiera cuidadosamente a una pareja y fuera padre de un héroe que sería mucho más grandioso que él.
En otros cómics, la familia Braddock sigue siendo una familia antigua y establecida, que ha hecho parte del Club Hellfire por generaciones, y la mansión Braddock tiene ya un cuarto de milenio de antigüedad en su primera aparición.

### Carrera temprana como Capitán Britania
Mientras su carrera como superhéroe iniciaba, Brian luchó como el campeón de Gran Bretaña, a menudo enfrentándose con S.T.R.I.K.E. y con el policía antisuperhéroes galés Dai Thomas, y desarrollando una galería de villanos entre los que están el asesino Slaymaster y la matriarca criminal Vixen. Brian intentó continuar con sus estudios y seguir cortejando a su compañera Courtney Ross al tiempo que trabajaba como superhéroes, y —como ocurría con otros héroes de Márvel—, era visto por los demás como un cobarde por desaparecer siempre que empezaba algún problema.
Durante un episodio, sus hermanos Betsy y Jamie se enteran de su identidad secreta cuando los salva del Dr. Synne, un villano que aterroriza las tierras alrededor de la mansión Braddock. Synne resultó ser una marioneta de la computadora consciente Mastermind, un dispositivo que había sido creado por el padre de Brian. Es entonces que se entera de que sus padres no habían muerto en un accidente, sino que habían sido asesinados deliberadamente por la computadora. 
El logro más importante de Brian en esta época fue evitar una toma neo nazi del gobierno del país, con ayuda del Capitán América, Nick Fury y el comandante de S.T.R.I.K.E., Lance Hunter. Brian fue el responsable de salvar al primer ministro Jim Callaghan de Cráneo Rojo y de evitar que la bomba puesta por Cráneo Rojo destruyera Londres. El primer ataque de los nazis había, de hecho, ocurrido durante la batalla con Mastermind, cuando Cráneo Rojo se llevó los planos de la computadora y ordenó que la mansión Braddock fuera bombardeada hasta quedar en ruinas. Un cambio posterior en la historia mostraba que el Mastermind había creado un holograma que fue lo que fue bombardeado en cambio. Se creyó que el Capitán Britania había muerto y un ataúd vacío fue velado en la Catedral de San Pablo de Londres.
A medida que pasa el tiempo, Brian comienza a luchar contra enemigos más sobrenaturales en lugar de supervillanos regulares, lo que ocurrió como parte del plan de Merlín para prepararlo mentalmente para el llamado Jasper's Warp. 
Poco después, Brian viaja a Estados Unidos a estudiar. Por un extraño giro del destino, termina compartiendo habitaciones con Peter Parker —el héroe Spider-Man—, en la Universidad Empire State. Un breve malentendido provocó que Brian luchara contra Spider Man, pensando que éste había secuestrado a su novia Courtney, antes de que ambos fueran capturados por el asesino Arcade y unieran fuerzas para sobrevivir en el Murderworld, rescatando a Courtney y escapando del Murderworld. Cerca del final de su estancia, extrañando a su hogar y bajo efectos del estrés, Brian empieza a beber mucho. Solo se detiene cuando en estado de ebriedad golpea de tal manera a una supervillana que ésta termina hospitalizada. Avergonzado, Brian pagó su hospitalización y terapias.
En un vuelo desde los Estados Unidos, fue atacado mentalmente por el demonio Necromon, haciendo que Brian tuviese que saltar fuera del avión. Luego, pasó dos años como ermitaño en la costa de Cornualles, reparando su psique. En algún momento fue llamado de nuevo al servicio de Merlín, luchando junto a Caballero Negro y el elfo Jackdaw para defender al «Otro Mundo» de Necromon. Con sus recuerdos parcialmente restaurados, Brian y el Caballero Negro se aliaron con Vortigen el Caminante Orgulloso y lucharon contra Mordred el Malévolo. Tanto Brian como el Caballero Negro fueron luego reclutados por el Campeón del Universo para participar en la «Batalla de Campeones» del Grandmaster, donde combatió al Caballero Árabe. En la entrada al «Otro Mundo», Brian fue asesinado por el espectral Jinete Blanco, y su cadáver reclamado por Mandrac, Señor de los muertos, y amo del Jinete Blanco, aunque Merlín y el Caballero Negro rápidamente lo rescataron. Merlín reunió al espíritu difunto de Britania con su cuerpo y lo resucitó. Mientras el héroe sanaba, Merlín restauró sus recuerdos restantes y le informó del vínculo Mandrac con sus primeros enemigos. Recordando ahora la ubicación del cuerpo del Rey Arturo, el Black Knight, el Capitán Britania y Jackdaw son enviados a despertar al rey. Arturo luego envía mágicamente a Brian y a Jackdaw a través de las dimensiones, afirmando que Brian tenía un destino que cumplir en otra parte. Como recompensa, Brian y Jackdaw fueron enviados de vuelta a la Tierra-616.
A lo largo del tiempo, Brian enfrentaría a toda una galería de enemigos, destacando seres como Mad Jim Jaspers, Slaymaster, Gatecrasher, Technett, Sat-Yr-9 y otros más. En esa época, Britania conoció a su futura pareja, Meggan.
Debido a las presiones ejercidas en su labor, Braddock viaja al extranjero por un tiempo. RCX recluta a su hermana Betsy para convertirse en Capitán Britania mientras Brian permanece en el extranjero. Ella ocupa su lugar por un tiempo, pero desafortunadamente le demuestra que no es rival para Slaymaster, que le arranca los ojos. Consciente del dolor de su gemela a través de su vínculo telepático, Brian corre de nuevo a luchar contra Slaymaster, a quien finalmente mata. Después de este episodio, Brian retoma el manto del Capitán Britania. Su hermana terminará emigrando hacia Estados Unidos, donde al cabo de algunos sucesos, se convertirá en Psylocke, de los X-Men.

### Excalibur
Cuando los X-Men aparentemente murieron en Dallas, un grupo de sus exintegrantes, como Nightcrawler, Kitty Pryde, Rachel Summers y Lockheed, unieron fuerzas con el Capitán Britania y Meggan para formar Excalibur, en un esfuerzo por continuar el trabajo de los X-Men. Excalibur luchó contra Technet de Gatecrasher en su primer encuentro juntos. Como parte del equipo, Brian luchó contra Juggernaut. Él se enfrentó con Arcade y la Crazy Gang, y temporalmente cambió cuerpos con Tweedledope de Crazy Gang. Con Excalibur, Brian también combatió a Thor.
Con el tiempo, él y Meggan se comprometen. Sin embargo, Brian, Meggan, y el resto de Excalibur son capturados por RCX y Brian fue severamente golpeado mientras se resistía. Él fue rescatado por Roma. RCX es derrotado por Excalibur. Inmediatamente después, Excalibur viaja con Fénix II en el futuro para salvar al mundo de los Centinelas. En el camino de vuelta, Brian se pierde en la corriente del tiempo. Finalmente, las partes de su cuerpo comienzan reapareciendo en el mismo espacio que Rachel. Con el tiempo, una grieta se abrió en el espaciotiempo, y provocó que Brian y Rachel compartieran su «espacio». Rachel decidió partir hacia su propia era, y finalmente Brian recupera su lugar. Sin embargo, él evade con los recuerdos de un futuro lejano y permanece desconectado del mundo real. Se hace llamar «Britannic» durante algún tiempo, pero al final se vuelve a aclimatar a su antigua vida. En esta época, Excalibur se traslada a la Isla Muir. Más tarde, Brian se encamina en una misión para infiltrarse en la filial del Club Fuego Infernal en Londres. Posteriormente, en una batalla contra los Dragones de Crimson Dawn, Brian abre un portal dimensional que le provoca la pérdida temporal de sus poderes.
Al final, Brian contrae matrimonio con Meggan, y Excalibur fue disuelto.

### Rey del Otro Mundo
Aunque seguía siendo miembro de Excalibur, el Capitán Britania intentó abandonar su vida como superhéroe, esta vez para concentrarse en la ciencia, y en su matrimonio con Meggan. Después de la boda en Otro Mundo, se retiraron para vivir una vida normal en Inglaterra, y el Capitán Britania retomó el trabajo en el complejo nuclear que había abandonado tantos años antes. Es entonces cuando la vieja computadora "Mastermind" de su padre, toma consciencia y secuestra a Roma. Brian tiene una visión de su padre, quién le informa que está destinado a gobernar el Otro Mundo y a las CORPS. Con la ayuda de Roma, Meggan, su hermana Psylocke, Black Knight, Capitán U.K., Crusader X y Sir Benedict, Brian logra derrotar a Mastermind, y Roma le cede el trono del Otro Mundo. Más tarde, la hechicera Morgan Le Fay, secuestra a Brian y a Meggan para despojarlos del Otro Mundo. En medio de la crisis, Brian cedió temporalmente el manto del Capitán a la joven Kelsey Leigh.

### Nuevo Excalibur
Volviendo al Otro Mundo, Braddock y Meggan continúan como los gobernantes del reino. Sin embargo, el Capitán Britania se vio obligado a regresar a la Tierra durante la saga Dinastía de M, pues los efectos del "Día-M" amenazaban con destruir las realidades. Durante este tiempo, su esposa Meggan aparentemente sacrifica su vida para cerrar un rasgón en el tiempo que habría destruido toda la existencia. Esto da lugar a que Brian retome el mando de Capitán Britania. Capitán Britania junto con Pete Wisdom, Sage, Juggernaut, Dazzler y Nocturna, forma una nueva encarnación de Excalibur.
Después de la derrota de Albion por Excalibur, Braddock se reencuentra con su hermana y los Exiles para combatir a Rouge-Mort. Después de estos eventos, Excalibur se desintegra de nuevo.

### MI:13
Durante la invasión de los alienígenas Skrull a la Gran Bretaña, Capitán Britania, Pete Wisdom y otros superhéroes, se unen al equipo conocido como MI:13. En la batalla contra los invasores a través del Siege perilous, aparentemente Brian muere. Captain Britain fue nuevamente resucitado por Merlín en el centro de Gran Bretaña, y después de tomar posesión de la espada Excalibur, destruye a los Skrull. Más tarde, Brian descubrió que Meggan estaba viva, pero atrapada en el infierno. Más tarde, sin embargo, durante un conflicto con Drácula, el Dr. Doom entrega a Meggan a Drácula a como moneda de cambio. Después de Captain Britain y MI13 derrotan a Drácula, Meggan y el Capitán Britania se reúnen.

### Vengadores secretos
Durante un encuentro internacional entre Steve Rogers y MI:13, Rogers le ofrece a Capitán Britania trabajo con los Vengadores. Captain Britain acepta a pesar de diversas reacciones de sus compañeros de equipo MI:13.

### Dawn of X y Capitán Avalon
Tras los acontecimientos de Dawn of X (2019), Brian fue corrompido por Morgan le Fay y se convirtió en su campeón. Betsy retomó el papel del Capitán Britania y el liderazgo de un nuevo equipo de Excalibur. Aunque Brian fue liberado de la esclavitud de le Fay, la tortura que sufrió a manos de Morgana le dejó tan enfadado que cuando se le dio a elegir entre la Espada y el Amuleto una vez más, esta vez tomó la espada. Por miedo a lo que pudiera pasar, ya que la espada es capaz de hacer un gran bien en las manos adecuadas, pero también podría resultar un arma peligrosa si Brian la desencadenara indebidamente en el mundo, entregó brevemente la Espada del Poder a su hermana para que ella la custodiara.
Posteriormente, cuando se predijo que la Espada del Poder tendría un papel en la próxima batalla contra los portadores de espada de Arrako, Brian acabó por retomarla, ya que parte de la profecía sobre las diez espadas necesarias para salvar Krakoa y, por extensión, el mundo entero, implicaba que tanto Betsy como Brian Braddock estarían entre los campeones de Krakoa. Mientras que la Espada del Poder es una clara elección como una de las espadas, hay dudas sobre la segunda, la misteriosa Espada de la Luz de las Estrellas. Para ello, Brian y Betsy acompañan a su hermano Jamie al Otro Mundo y a la Ciudadela Luz de Estrellas, hogar de Saturnyne y capital central del Otro Mundo. Incluso cuando son atacados por los Capitanes Británicos de la dimensión de bolsillo creados por Jamie, Brian se niega a desenfundar la Espada del Poder por rabia. Sin embargo, no tiene elección, ya que un ataque involuntario del Capitán Britania-Gambito destruye la funda que contiene la espada, desatando su magia sobre Brian. El antiguo Capitán Britania se transforma, pero como no abrazó su rabia y odio mientras empuñaba la espada, se le da aparentemente un poco más de control sobre ésta y sus acciones. También recibe un nuevo traje, con una combinación de colores blanco, dorado y negro, rematado con una máscara que recuerda a la que llevaba como Capitán Británico. Recibiendo el nombre de Capitán Avalon por Jamie, Brian anuncia que defenderá a la familia Braddock y que sirve a las órdenes de su hermano, Jamie. Incluso los intentos de Saturnyne de seducirlo para que se aparte de esta decisión no logran hacer mella en su compromiso con su esposa, su hermano y su hermana. Brian Braddock se erige como un nuevo campeón de Krakoa, incluso sin ser un mutante, y se le ve por última vez uniéndose al círculo de campeones con sus espadas desenvainadas tras ayudar a Betsy a hacerse con la recién forjada Espada de la Luz de las Estrellas.

## Poderes y habilidades
Originalmente, los poderes del Capitán Gran Bretaña estaban vinculados al místico Amuleto del Bien, que llevaba alrededor del cuello. Cuando Brian Braddock frotaba el amuleto, pasaba de ser un mortal ordinario a una versión superheroica de sí mismo, con un físico más musculoso. El amuleto también podía reponer místicamente sus energías sobrehumanas. Poseía un bastón telescópico para saltar que tenía otras funciones, la más usada de las cuales consistía en la capacidad de proyectar un campo de fuerza. Posteriormente, Merlín cambió el bastón en el Cetro Estelar, similar a una maza, que el Capitán Britania podía utilizar como una lanza larga y que le daba la capacidad de volar. Merlín le cambió su disfraz justo antes de que entrara en la Tierra-238 alterna, fusionando los poderes del Amuleto y el Cetro en el nuevo uniforme y luego poniendo estos poderes dentro del propio Capitán Britania cuando se vio obligado a reconstruir al Capitán Britania tras su muerte a manos de la Furia, haciendo del traje un dispositivo regulador de sus poderes. En algún momento, el Capitán Gran Britania ya no necesitaba ni siquiera el traje de batalla para el pleno uso de sus poderes, en tanto su acervo como el hijo de un habitante del Otro Mundo extradimensional se volvió suficiente para darle poder.
Brian Braddock tiene una fuerza, velocidad, resistencia, durabilidad, reflejos y sentidos sobrehumanos, así como la capacidad de volar a velocidades supersónicas. Posee percepciones aumentadas que le permiten ser consciente de cosas que otros pueden pasar por alto (como objetos cubiertos por hechizos de ilusión). Cuando él y Meggan destruyeron la matriz energética del Otro Mundo a instancias de Roma, las energías que le permitían retener su poder dentro del Reino Unido sin usar su disfraz se disiparon. Por lo tanto, para retener sus poderes en cualquier lugar de la Tierra, debe usar el disfraz en todo momento. Su disfraz actúa como una antena y una batería, lo que le permite retener sus poderes donde quiera que vaya.
Sin embargo, las condiciones de su poder cambiaron una vez más durante su muerte y resurrección en el primer arco de la historia del Captain Britain and MI13 como lo explicó el escritor Paul Cornell,

Como revelamos en el número cinco, los límites de los poderes del Capitán Britania están ahora ligados a sus emociones. Entonces, si se siente muy decidido y confiado, entonces es muy poderoso, pero si lo está perdiendo, realmente lo estará perdiendo. Es tan fuerte como solía ser y puede volar, y todo se debe a su naturaleza mágica, no a su disfraz. Siempre lo he visto como algo así como el Capitán Marvel Shazam, un héroe formado a través de la magia. Lo que significa que la naturaleza subjetiva de lo que ahora puede hacer me parece adecuada. Como él mismo dice acerca de las grandes hazañas dependiendo de si puede reunir todo su coraje, dice: "Bueno, yo soy el Capitán Britania".

El Capitán Britania es el gemelo fraterno de Betsy Braddock, una telépata y su sucesora final, lo que resulta en un fuerte vínculo psíquico entre los dos. Como lo describió el escritor Chris Claremont en la historia de Uncanny X-Men House of M, los dos son de hecho inmunes a los poderes del otro debido a su conexión genética.
Además, Braddock es un científico brillante con un Ph.D. en física.

## Otras versiones
El Capitán Britania ha estado representado en varias encarnaciones, no exclusivas de Brian Braddock. Además de otros personajes que han asumido el manto del Capitán Britania en ausencia de Braddock, ha habido varias otras versiones de personajes escritos que se originaron en universos alternativos.

### Representaciones convencionales
- Brian Braddock - se convierte en el Capitán Britania, después de que Merlyn le da el Amuleto del Derecho.
- Elizabeth "Betsy" Braddock - asume el papel del Capitán Britania, mientras Brian Braddock está trabajando para la agencia británica encubierta R.C.X.[30]
- Modred el Místico - asume brevemente el manto del Capitán Britania al desviar las energías de Braddock en un esfuerzo por derrotar a Merlyn.[31]
- Kelsey Leigh Kirkland - recibe la Espada del Poder de Braddock, después de que la matan defendiendo al Capitán América.[32]

### Versiones alternativas del universo
Fundado por Merlín, el Captain Britain Corps se forma para defender el Multiverso. Cada miembro protegió su realidad basándose en su equivalente dimensional de Gran Bretaña, y fue impulsado por la fricción entre dimensiones. Los miembros prominentes además de Braddock incluyen al Capitán Albion y al Capitán UK. El grupo también incluye múltiples versiones de Braddock, incluido el Capitán Inglaterra, Crusader X y otros llamados Capitán Britania.
El Captain Britain Corps es una liga de ficción de superhéroes que aparecen en los cómics americanos publicados por Marvel Comics. Todos los personajes son conocidos como, o aparecen como una versión alternativa del Capitán Britania. Todos son esencialmente el mismo héroe, excepto que cada uno proviene de una realidad alternativa.

### Historia del equipo ficticio
Fundado por Merlín, su hija Roma y Sir James Braddock, el principal deber del Cuerpo era proteger el Multiverso. Cada miembro protegía su realidad basándose en su equivalente dimensional de Gran Bretaña, y fue impulsado por la fricción entre dimensiones.
Merlyn y Roma hicieron arreglos para que cada miembro elegido del Cuerpo obtuviera superpoderes, utilizando cualquier medio, disfrazado o no, posible.

#### La creación de Brian Braddock
Merlín eligió a Brian Braddock para convertirse en la versión de Tierra-616 del Capitán Britania. Después de que Braddock se hubiera aventurado como Capitán Britania durante unos años, Merlyn envió a Braddock a la Tierra-238, donde escuchó que esta realidad una vez tuvo un Capitán del Reino Unido, sin embargo Braddock no estaba seguro de lo que esto significaba hasta que conoció al Capitán Inglaterra y el Capitán Albion en un juicio en otra realidad. 
De vuelta en su propio mundo natal, Braddock se alió con el Capitán Reino Unido, que se había ido a casa allí después de que su Reino Unido se convirtiera en un estado fascista y los héroes que vivían allí fueran el objetivo de una purga genocida. Juntos lucharon contra el héroe asesino Fury, después de lo cual los capitanes Britania y Reino Unido y su nueva aliada Saturnyne fueron transportados a la casa de Merlyn, Otro Mundo. Aquí descubrieron que Merlyn aparentemente había muerto. Más tarde descubren que fue una de sus muchas artimañas.

#### Otro mundo
Por lo que parece ser la primera vez, el Cuerpo en su totalidad asistió al funeral de Merlyn. Después, Roma comenzó a adoptar un enfoque más directo con el Cuerpo, incluso convirtiendo a Saturnyne en su subordinada (principalmente para vigilarla). Ella comenzó a traer miembros del Cuerpo a la Ciudadela Starlight para entrenar. Roma luego agregó otro deber a la lista de responsabilidades del Cuerpo. Además de proteger las realidades de su hogar, también deben turnarse para defender el Otro Mundo.
Durante las aventuras del Capitán Britania (Braddock), ocasionalmente aparecían miembros del cuerpo. Estas apariciones suelen ser para observar eventos importantes (como la boda de Meggan y Braddock y la conclusión de Cross-Time Caper) o para llevar a cabo una sentencia, como cuando actuaron como jurado en El juicio de Braddock por violar el Código de Conducta del Cuerpo.

#### Franklin Richards
Cuando Roma percibió que Franklin Richards era una amenaza, no solo para la realidad de su hogar (Tierra-616) sino para toda la realidad, envió a los Warwolves, Gatecrasher y su Technet para secuestrarlo. Cuando Los 4 Fantásticos y Alyssa Moy, que estaba cuidando a Franklin en ese momento, se oponían a su plan, Roma los teletransportó a todos al Otro Mundo para enfrentarse a la furia de todo el Cuerpo.
Aunque se vieron obstaculizados por no haber trabajado nunca en equipo, el Cuerpo finalmente comenzó a desgastar a los héroes, hasta que Franklin usó su realidad manipulando los poderes mutantes para sobrealimentar a su familia que derrotó a todo el Captain Britain Corps. Después de un breve debate con la Antorcha Humana, Roma acordó que Franklin debería quedarse con su familia.
Sin embargo, se sugirió que todo el secuestro fue solo una artimaña para permitir que Caledonia, una ex prisionera de la ciudadela de las estrellas de Roma, se infiltrara en la casa de los Cuatro Fantásticos como niñera de Franklin para prepararlos para su próxima batalla con Abraxas. 

#### Cerca de la destrucción
El Cuerpo fue casi aniquilado por Mastermind, una computadora villana que pertenece a Brian Braddock, y un grupo de niños mutantes conocidos como Warpies (víctimas de la Warp de Jaspers), que alguna vez fueron los pupilos del Capitán UK. Roma renunció como guardián omniversal, dando el título a Brian Braddock, quien se convirtió en Rey del Otro Mundo y reconstruyó el Cuerpo.
Cuando la mutante Wanda Maximoff alteró la realidad en House of M, otra ola de destrucción arrasó el Otro Mundo. Roma y Saturnyne, en un esfuerzo por salvar el omniverso, le dan a Brian 48 horas para arreglar el desgarro en la realidad, o borrarán su Tierra por completo. Con el sacrificio de Meggan, los héroes pueden sellar la lágrima.
El cuerpo reconstruyó sus filas, pero una vez más fue atacado, esta vez por Mad Jim Jaspers y miembros del cuerpo que comenzó a convertir en Furias. El final de la batalla vio a Roma muerta y la mayoría del cuerpo junto con ella. Saturnyne nombró líder a Albion y le dijo al Capitán Britania que se quedara y vigilara su realidad mientras reconstruían el cuerpo una vez más.

#### Uncanny X-Force
Captain Britain Corps llega a la Tierra para arrestar a Fantomex por el asesinato del joven Apocalipsis. Fantomex justifica sus acciones de que el joven Apocalipsis se volverá malvado, pero el Capitán Britania sugiere que nunca tuvo la oportunidad de redención. Durante el juicio, la "Cabra-Diablo" asedia el Otro Mundo y la Uncanny X-Force viene para salvar a Fantomex de la ejecución. Betsy Braddock se da cuenta de que Cabra-Diablo es en realidad su hermano mayor del futuro y le dice al Capitán Britania que lo mate. El Capitán Britania no puede hacerlo él mismo, pero baja sus defensas psíquicas y permite que Betsy lo controle y mate a Jamie Braddock, borrando así a La Cabra del futuro y poniendo fin al asedio.

#### Se acaba el tiempo
Durante los eventos de "Time Runs Out", el Cuerpo del Capitán Bretaña investiga Incursiones universales que están causando la destrucción de varias realidades y la muerte de veinte miembros del Cuerpo. Después de que los miembros del Cuerpo capturan a un Mapmaker, los Reyes de Marfil envían todas sus fuerzas para invadir la Ciudadela de la Luz Estelar, destruyendo todo el Cuerpo. Saturnyne es capaz de teletransportar a Brian Braddock a un lugar seguro, dejándolo como el único sobreviviente del Cuerpo.

#### El Renacimiento del Cuerpo
Tras el restablecimiento del Multiverso, Brian sigue siendo el único miembro vivo del Captain Britain Corps. Sin embargo, cuando la nación mutante de Krakoa y la dimensión conocida como Otro Mundo, el reino místico que sirve como subconsciente colectivo de las islas británicas, se sumergieron en un conflicto, Brian fue corrompido por Morgana Le Fey y tuvo que pasar el título de Capitán Britania a su hermana Betsy Braddock. El conflicto terminó con Jamie Braddock en el trono de Otro Mundo. Siendo un mutante de nivel Omega que puede manipular la realidad misma, Jamie rompe la realidad usando la Tierra-616 como base y se reconstruye alrededor de su hermana Betsy, cambiando varios detalles y permitiendo que la nueva realidad "rellene" las justificaciones de por qué existe. En un giro impactante, Jamie luego mata a la versión alternativa de su hermana, fracturando la realidad una vez más. Hizo esto para restaurar los números de la crisis de Incursión, que históricamente estaban formados por miembros de la familia Braddock en todo el Omniverso (generalmente Brian), aunque a través de las medidas "sin precedentes" de Jamie, la realidad elige nuevos héroes en la forma de los miembros. de Excalibur que han estado al lado de la defensa del Otro Mundo de Betsy Braddock, y ahora también se les dan versiones del Amuleto del Derecho, transformado así en Capitanes Britania. Eso significa que los nuevos miembros del Captain Britain Corps son versiones alternativas de Gambito, Júbilo, Rictor y Rogue.

### Era de Apocalipsis
Brian Braddock es parte del Alto Consejo Humano junto con Moira MacTaggert, Emma Frost y Mariko Yashida. El ayuda a Wolverine a combatir a los Reavers, y es asesinado por Donald Pierce.

### Ultimate Capitán Britania
Él es miembro de la Iniciativa de la Defensa de Europa, y el representante de Inglaterra entre los Capitanes de toda Europa.

## En otros medios

### Televisión
- Capitán Britania se vio brevemente en la cuarta parte de la Saga de Phoenix de X-Men, en el episodio "The Starjammers". Psylocke lo menciona durante "Más allá del bien y del mal", aunque simplemente dice "mi hermano".
- Capitán Britania aparece en el episodio de The Super Hero Squad Show "O Captain, My Captain", con la voz de Charlie Adler.[38] Se le muestra como un miembro del Escuadrón de Todos los Capitanes junto con el Capitán América, el Capitán Australia, el Capitán Brasil y el Capitán Liechtenstein.
- Capitán Britania aparece brevemente en el episodio final de Marvel Anime.
- En marzo de 2016, los medios británicos informaron que Marvel tenía planes de comenzar una nueva serie protagonizada por Capitán Britania.[39][40]

### Videojuegos
- Capitán Britania es un personaje jugable en el juego de Facebook Marvel: Avengers Alliance.
- Capitán Britania aparece en Lego Marvel Super Heroes,[41] con la voz de JB Blanc.
- Capitán Britania aparece en Lego Marvel Vengadores, con la voz de Travis Willingham. Es la versión original de Capitán Britania de los cómics de 1977, completa con Star Scepter.
- Elizabeth "Betsy" Braddock, bajo el alías de Capitán Britania, aparece como personaje jugable en Marvel Contest of Champions.

### Sellos
- Capitán Britania se incluyó en la colección de sellos de Royal Mail Marvel que se emitió el 14 de marzo de 2019. Hay 15 sellos ilustrados por Alan Davis que incluyen Capitán Britania, Union Jack, Spider-Man, Capitán Marvel, Iron Man, Doctor Strange, Hulk, Pantera Negra, Thor y Peggy Carter.[42]